# Две хиляди думи
„Две хиляди думи“ (съкратено от „Две хиляди думи, които принадлежат на работниците, земеделците, служителите, учените, артистите и на всички“; на чешки: Dva tisíce slov, které patří dělníkům, zemědělcům, úředníkům, vědcům, umělcům a všem) е един от двата най-важни документа на Пражката пролет. За разлика от „Програмата за действие на Комунистическата партия на Чехословакия“, където се отправят призиви за реформиране на партията, то манифеста „Две хиляди думи“ съдържа инициативи, които излизат извън обхвата на споменатата Програма за действие и призовават за цялостно реформиране на държавата и обществото. Ръководството на комунистическата партия отхвърля призивите, съдържащи се в документа „Две хиляди думи“, и по-късно, в периода на така наречената Нормализация, определя документа като контрареволюционен. Основен автор на текста е писателят Лудвик Вацулик (Ludvík Vaculík), който е вдъхновен от идеите на Махатма Ганди.

## История
Документът е създаден по инициатива на председателя на Централния комитет на Националния фронт Франтишек Кригел, който, според свидетелството на Отакар Поупа, изрично е поискал написването на „прокламация“, където учените да вземат отношение относно новата политика на комунистическата партия на Чехословакия. Тогава колектив от Чехословашката академия на науките в състав Ото Вихтерле, Ян Брод, Отакар Поупа, Мирослав Холуб, Бохумил Секла (педагог от Факултета по изкуствата на Обединеното кралство) и други създават концепцията на документа. Противно на очакванията на Франтишек Кригел, с нея учените не изразяват подкрепа си за прореформаторските политици, а открито критикуват цялостното следвоенно развитие на Чехословакия и на режима като цяло. Организаторите на инициативата се обръщат към тогавашния редактор на вестник „Литературни листи“ (Literární listy) Лудвиг Вацулик с молба да формулира и напише текста на Манифеста. На 6 юни 1968 г., на терасата на Парк хотела в Прага, с него се срещат Ото Вихтерле, Ян Брод, Отакар Поупа и Мирослав Холуб. На тази среша той се съгласява да напише текста на Манифеста. Готовият текст е одобрен от учените на Чехословашката академия на науките и е публикуван едновременно в няколко вестнка: „Литературни листи“, националните ежедневници „Работа“ (Práce), „Младият фронт“ (Mladá fronta) и „Земеделски новини“ (Zemědělské noviny). Това се случва на 27 юни 1968 г., ден след обнародване на Закон № 84/1968 Coll., с който временно е премахната цензурата като недопустимо явление.
Манифестът е подписан от стотици обществени личности и над сто и петдесет хиляди граждани. Публикувани обаче са само имената на 70 значими личности, тези, подписали манифеста преди обнародването му, като: Ян Верих (Jan Werich), Ярослав Сайферт (Jaroslav Seifert), Иржи Сухи (Jiří Suchý), Иржи Шлитр (Jiří Šlitr), Вера Чаславска (Věra Čáslavská), съпрузите Затопек (Zátopek), Отомар Крийча (Otomar Krejča), Рудолф Хрушински (Rudolf Hrušínský), режисьора Иржи Менцел (Jiří Menzel) и др. Документът е подписан и от двама членове на Централния комитет на Комунистическата партия на Чехословакия – Ондржих Стари (Oldřich Starý) и Карел Кошик (Karel Kosík).
Появата на Манифеста е изненада дори за реформатори в Комунистическата партия. По спомените на журналиста Иржи Ледерер, който тогава следи реакциите на членовете на Централния комитет на Комунистическата партия, на въпрос „… Какво мислят за Манифеста?“ те отговарят с думите: „…това е национална катастрофа, краят на процеса на демократизация, трагедии, областните конференции на Комунистическата партия са загубени, консерваторите ще преминат в атака, ще ни пометат...“. След публикуване на Манифеста Франтишек Кригел привиква авторите му „за обяснения“, но след разговора, заедно участват в предаване по телевизията, където се опитва да успокои ситуацията и да обясни значението на Манифеста. След състоялата се нощна дискусия с някои от интелектуалците от Президиума на Централния комитет на Комунистическата партия на Чехословакия, Партията отхвърля Манифеста но признава неговите „добри намерения“. През следващите дни Централният комитет на Комунистическата партия констатира липсата на обществена подкрепа на тази своя позиция и изисква от основните масмедии да публикуват резолюции в подкрепа позицията на Централния комитет на Комунистическата партия на Чехословакия. Това обаче се оказва неизпълнима задача, тъй като много от тях вече са заявили подкрепата си за Манифеста „Две хиляди думи“. Веднага след публикуването на документа, по време на едно от парламентарните заседания на Парламента, депутатът и офицер от Чехословашката народна армия Самуел Кодай го определя като контрареволюционна акция, което среща сериозна критика от страна на реформаторски настроената общественост. На тайна среща на комунистическите депутати Самуел Кодай се опитва да прокара идеята за обявяването на военно положение и започване на репресии срещу най-радикално настроените реформатори, като това се случва много преди нахлуването на войските на Варшавския договор в Чехословакия през август 1968 г.

## Същност
Манифестът “Две хиляди думи” е публикуван в навечерието на областните конференции на Комунистическата партия на Чехословакия. Там е трябвало да бъдат избрани делегатите на извънредния конгрес на Комунистическата партия. Това е и времето, когато в Народното събрание се обсъждат Закона за реабилитацията и измененията на Закона за печата.
Манифестът се обявява за насърчаване развитието на независимо народно движение, което да подпомогне процеса на демократизация в страната. В същото време там се изразяват опасения за възможността от прояви на открит антикомунизъм. 
В Манифеста се съдържа критика към „властта на партийно-бюрократичния апарат“, но с него се обявява подкрепата на “процеса на демократизация“ и намеренията на управляващите за „хуманизиране на режима“. Надеждата се възлага на „прогресивното крило“ в Комунистическата партия на Чехословакия. Обръща се внимание и на възможността от „отмъщение на старите сили“ и намесата на „чужди такива“. Изразява се безпокойство и от влиянието на консерваторите в страната и подкрепата им от чужбина (СССР). Открито се изразяват опасения от възможна съветска военна намеса.
В Манифеста се съдържа и призив за възобновяване дейността на Народния фронт и организиране на „служби за сигурност и поддържане на реда“. В него, федерализацията между Чехия и Словакия се приема като решение на националния въпрос.

## Реакции
Със съдържанието на Манифеста “Две хиляди думи” се злоупотребява от страна на консервативните членове на Комунистическата партия на Чехословакия, което води до обявяването му за антикомунистически. Разразилият се скандал по високите етажи на властта принуждава инициаторите и авторите на манифеста да направят серии от публични изяви, в които да обясняват причините за създаването му. На 27 юни 1968 г. Ото Вихтерле, Ян Брод и Отакар Пупа се появяват по телевизията, за да успокоят развълнуваната общественост. Ден по-късно Александър Дубчек също говори по телевизията за манифеста, но избягва да го спомене директно. Някои от учените, подписали манифеста, го коментират и на страниците на в. „Работа“ (Práce) в броя от 29 юни 1968 г., където публикуват статия озаглавена „Словото за подписалите“. На 11 юли 1968 г., авторът на текста Лудвик Вацулик публикува във в. „Литерарни листи“ статия със заглавие „Извинение за 992 думи“.
Веднага след публикуването на Манифеста ръководството на Комунистическата партия започва да организира поредица от обществени мероприятия насочени срещу него. Остават обаче изненадани от масовата и спонтанна реакция на обществеността в подкрепа на същия. Много от работните колективи в предприятията вече са приели и подкрепили Манифеста. Много областни конференции на Комунистическата партия на Чехословакия също са заявили своята подкрепа за него. Само дни след публикуването му в редакцията на в. „Младият фронт“ са получени над 20 000 колективни резолюции в негова подкрепа.
За Политбюро на ЦК на КПСС манифестът „Две хиляди думи“ е доказателство за това, че ръководството на Александър Дубчек не желае да се съобразява с инструкциите им за коригиране насоките на реформите в Чехословакия. Последствие те постоянно се позовават на текстове от Манифеста “Две хиляди думи”, като споменават неговото негативно явление и в така нареченото Варшавско писмо на Политбюро на ЦК на КПСС, адресирано до Президиума на ЦК на Комунистическата партия на Чехословакия (4 юли 1968 г.), а по-късно се цитира и на политическата среща състояла се в гр. Черна над Тиса. Критика към се отправя и от страниците на московския в. „Правда“. Там документа е определен като империалистическо-реакционен.

## Последици
След поражението на Пражката пролет, в речника на комунистическия режим в Чехословакия, манифестът „Две хиляди думи“ се превръща в символ на контрареволюцията. Повечето от подписалите го са преследвани по различни начини. Някои от тях са принудени да се откажат от подписите си.
На заседание на Централния комитет на Комунистическата партия на Чехословакия състояло се на 11 и 12 декември 1970 г. новото партийно ръководство на Густав Хусак приема документ озаглавен „Поуки от развитието на кризата“. Там, Манифестът “Две хиляди думи”, е обявен за „контрареволюционна платформа“, представляваща „…наръчник за насилствени действия за разрушаване на социалистическата система…“ и “…контрареволюционен призив подклаждащ омраза към Съветския съюз и публична заплаха към съюзниците с възможност за предизвикване на въоръжен конфликт“.